# Alexander White Baldwin
Alexander White Baldwin (* Juni 1835 in Gainesville, Alabama; † 14. November 1869 in Alameda, Kalifornien) war ein US-amerikanischer Jurist. Nach seiner Berufung durch Präsident Abraham Lincoln fungierte er von 1865 bis zu seinem Tod im Jahr 1869 als Bundesrichter am Bundesbezirksgericht für den Distrikt von Nevada.

## Werdegang
Alexander Baldwin war der Sohn von Joseph Glover Baldwin, der 1859 Richter am California Supreme Court wurde. Nach seinem Schulabschluss erlernte der jüngere Baldwin die Rechtswissenschaften. Er praktizierte von 1858 bis 1859 als Rechtsanwalt in Virginia City im Nevada-Territorium. Im Jahr 1859 wurde er Staatsanwalt im Storey County. Ab 1861 war er gemeinsam mit dem späteren US-Senator William M. Stewart wieder als Anwalt in Virginia City tätig.
Am 10. März 1865 wurde Baldwin durch Präsident Lincoln zum Richter am United States District Court for the District of Nevada ernannt; damit übernahm er einen zuvor neu eingerichteten Sitz. Nach der Bestätigung durch den US-Senat, die am Tag danach erfolgte, konnte er sein Amt unmittelbar darauf antreten und es bis zu seinem Tod am 14. November 1869 ausüben. Er verstarb bei einem Eisenbahnunfall im Alameda County. Sein Sitz am Bundesbezirksgericht fiel danach an Edgar Winters Hillyer. Alexander Baldwin wurde auf dem Mountain View Cemetery in Oakland beigesetzt.